# NC State Wolfpack
NC State Wolfpack är en idrottsförening tillhörande North Carolina State University och har som uppgift att ansvara för universitetets idrottsutövning.

## Idrotter
Wolfpack deltager i följande idrotter:
| Herrar - Amerikansk fotboll - Baseboll - Basket - Fotboll - Friidrott - Golf - Simhopp - Simning - Sportskytte - Tennis - Terränglöpning | Damer - Basket - Fotboll - Friidrott - Golf - Gymnastik - Simhopp - Simning - Softboll - Sportskytte - Tennis - Terränglöpning - Volleyboll |

## Idrottsutövare

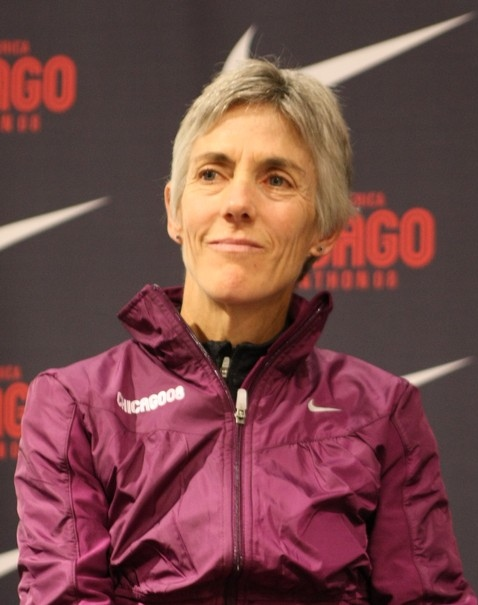
Joan Benoit.

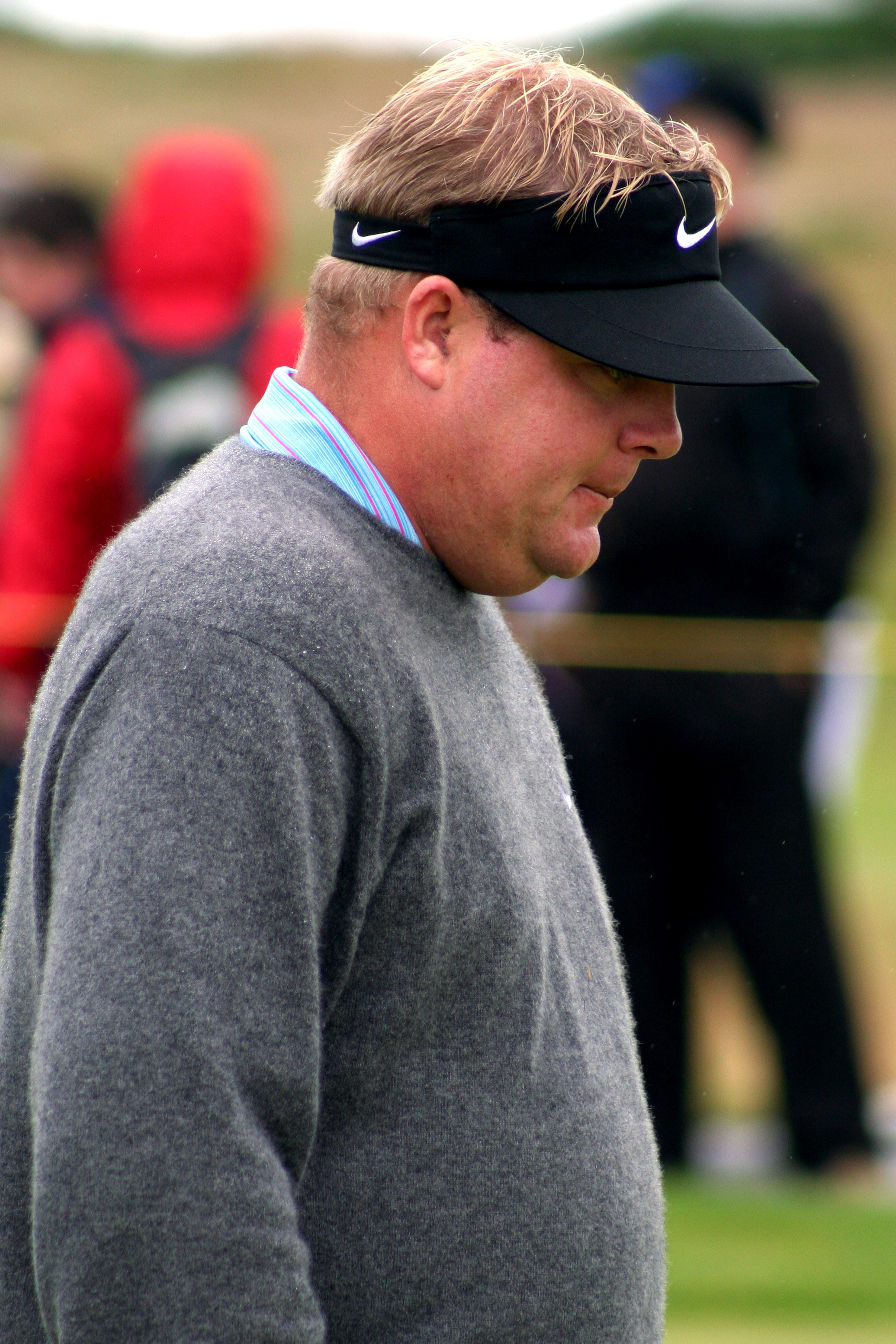
Carl Pettersson.

| Amerikansk fotboll - Philip Rivers - Russell Wilson Baseboll - Carlos Rodón - Trea Turner Basket - Tommy Burleson - Kenny Carr - Caleb Martin - Cody Martin - Chuck Nevitt - Dereon Seabron - Terquavion Smith - Dennis Smith Jr. - T.J. Warren - Ömer Yurtseven | Fotboll - Pablo Mastroeni - Tab Ramos - Thori Staples Bryan Friidrott - Joan Benoit Golf - Tim Clark - Carl Pettersson Ishockey - Jorge Alves Simning - Ryan Held - Cullen Jones |